# Вікторівка (Березівська міська громада)
Ві́кторівка — село Березівської міської громади у Березівському районі Одеської області в Україні. Населення становить 767 осіб.
Село особливо постраждало внаслідок геноциду українського народу, проведеного урядом СССР 1932—1933 та 1946—1947.

## Історія
З 1917 — у складі УНР. З 1921 — комуністичний режим. З літа 1941 у складі провінції Трансністрія Королівства Румунія.
Під час Голодомору 1932—1933 років помер щонайменше 1 житель села.

## Населення
Згідно з переписом 1989 року населення села становило 651 особа, з яких 298 чоловіків та 353 жінки.
За переписом населення 2001 року в селі мешкало 767 осіб.

### Мова
Розподіл населення за рідною мовою за даними перепису 2001 року:
| Мова       | Чисельність | Відсоток |
| ---------- | ----------- | -------- |
| українська | 747         | 97,39%   |
| російська  | 14          | 1,83%    |
| румунська  | 5           | 0,65%    |
| білоруська | 1           | 0,13%    |
| Усього     | 767         | 100%     |